# Йеремия Берски
Йеремия (на гръцки: Ιερεμίας) е православен духовник, митрополит на Вселенската патриаршия.

## Биография
Йеремия е берски митрополит, споменат в документ на патриарх Йеремия II Константинополски от 1582 година.